# Sexorama
Sexorama va ser una sèrie de còmic desenvolupada per Manuel Bartual entre 2007 i 2014 per a la revista humorística "El Jueves". Va ocupar habitualment una pàgina sencera de cada número amb vinyetes que reflexionaven còmicament sobre algun tema d'índole sexual.

## Trajectòria editorial
Durant tres anys, Manuel Bartual va enviar uns sis projectes a 'El Jueves', fins que li van oferir la sèrie Sexorama, el primer lliurament de la qual es va publicar en el número 1564 de la revista.
La mateixa editorial va publicar en 2009 el primer recopilatori de la sèrie amb el títol de Sexorama: El manual sexual de Manuel Bartual, venent més de 22000 exemplars, ja que es venia de manera opcional juntament amb la revista.
També es va publicar a França pels editors de "Fluide Glacial", primer a la publicació "Fluide Glamour" i després com a llibre. També es va publicar a Itàlia.
El segon recopilatori, titulat Sexorama. Consejos sexuales para chavalas y chavales va ser publicat per l'editorial bilbaina Astiberri el 14 de febrer de 2012, que publicaria un tercer, Sexorama. Donde caben dos caben tres l'octubre de 2013. El 21 de maig de 2014 es va publicar l'últim lliurament de la sèrie en el número 1930 de la revista El Jueves, poques setmanes abans que el seu autor Manuel Bartual, marxara de la revista per a fundar Orgullo y Satisfacción. En total, Bartual va signar prop de 400 pàgines.

## Argument i personatges
Les primeres historietes de Sexorama no mantenien cap relació, fins que Manuel Bartual va començar a recórrer a personatges fixos com Nacho o Nerea.

## Estil
Sexorama mostra un dibuix net i agradable, que suposa un contrast amb la temàtica d'algunes historietes.